# Phyllostachys vivax
Phyllostachys vivax är en gräsart som beskrevs av Mcclure. Phyllostachys vivax ingår i släktet Phyllostachys och familjen gräs. Inga underarter finns listade i Catalogue of Life.

## Bildgalleri

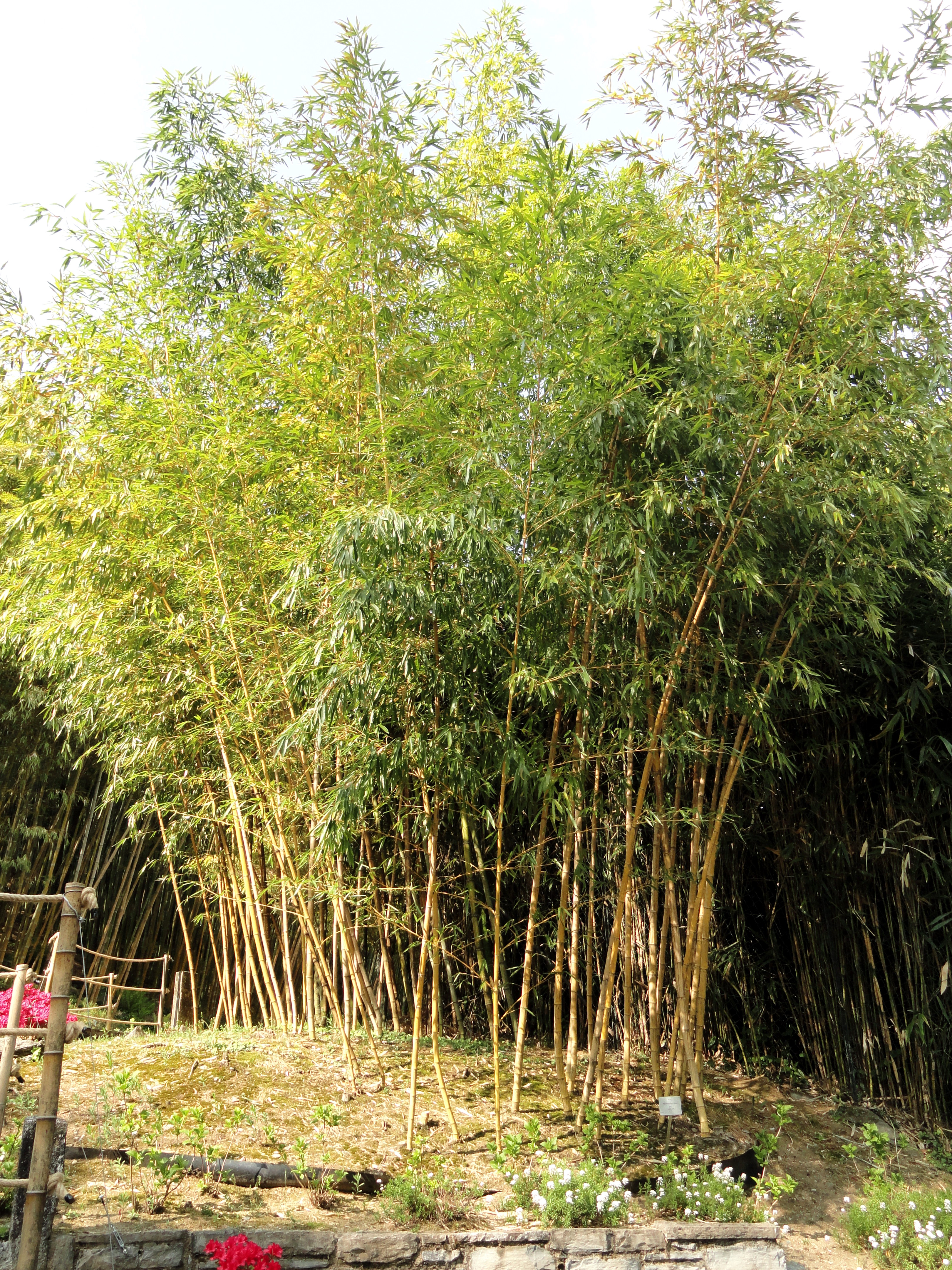
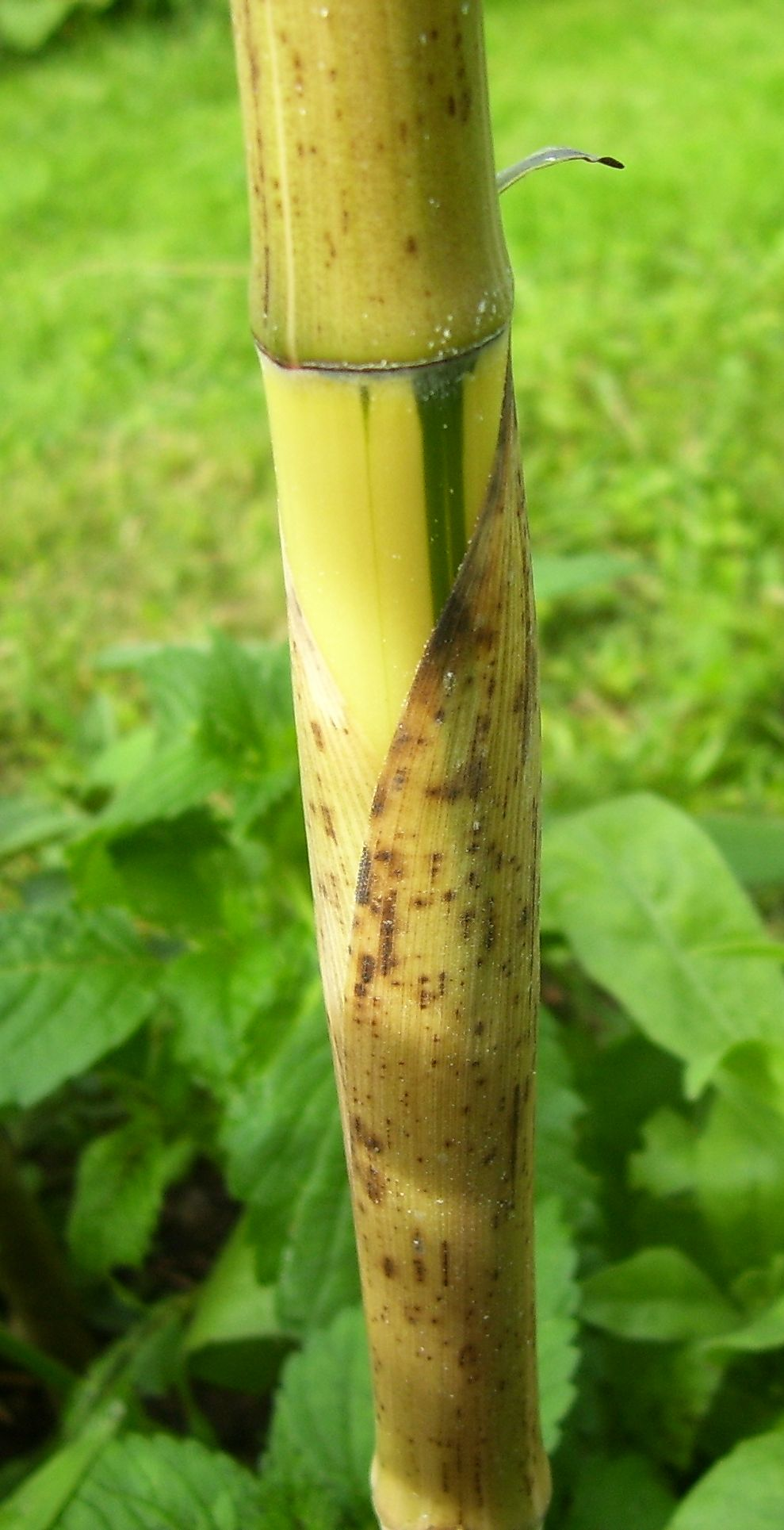